# Elina Nasaudrodro
Elina Vavailagi Nasaudrodro (22 de diciembre de 1985) es una deportista fiyiana que compitió en judo. Ganó dos medallas de bronce en el Campeonato de Oceanía de Judo en los años 2003 y 2004.

## Palmarés internacional
| Campeonato de Oceanía | Campeonato de Oceanía | Campeonato de Oceanía | Campeonato de Oceanía |
| Año                   | Lugar                 | Medalla               | Categoría             |
| --------------------- | --------------------- | --------------------- | --------------------- |
| 2003                  | Suva (Fiyi)           | Medalla de bronce     | –57 kg                |
| 2004                  | Numea (Francia)       | Medalla de bronce     | –57 kg                |